# 熔岩

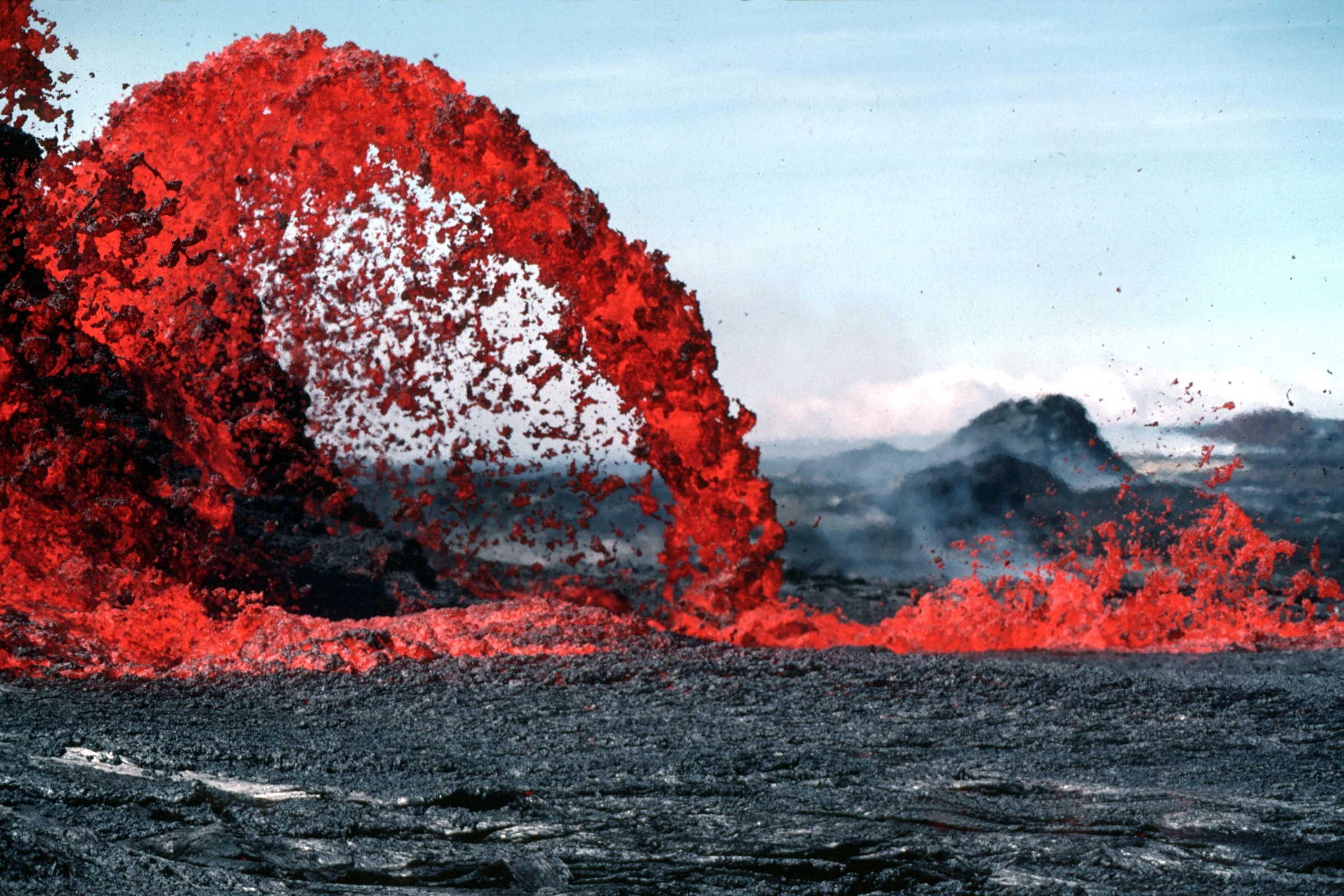
夏威夷高達10 m的熔岩噴泉

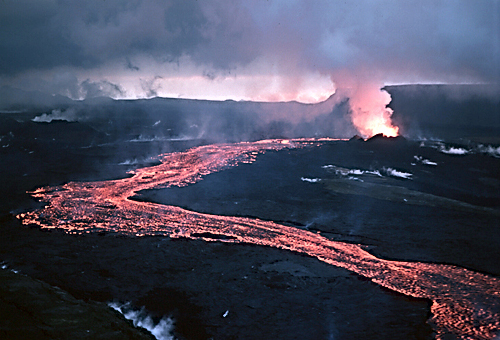
冰島克拉布拉火山的熔岩流

熔岩（英語：Lava）是指由地壳空隙（如火山和裂缝喷发口）涌出地表的熔化岩石（岩漿）或其半凝固後形成的高温粘稠物。在地球上，使岩石熔化的熱力來自地熱能。當火山噴發時，熔岩就會噴灑出來，最初溫度可達700—1,200 °C（1,292—2,192 °F）。它比水濃稠十萬倍，但由於其具有觸變性和剪切稀化的特性，因此也能可以蜿蜒流動。之後會慢慢冷卻凝固變成火成岩。
在溢流噴發時更容易形成熔岩流，而噴發則會形成火山灰和火山碎屑等物質，熔岩流反而不常見。拉丁語系中常用的“lava”一詞來自意大利語，源頭是拉丁語“labes”，意思是“摔下”。

## 危害

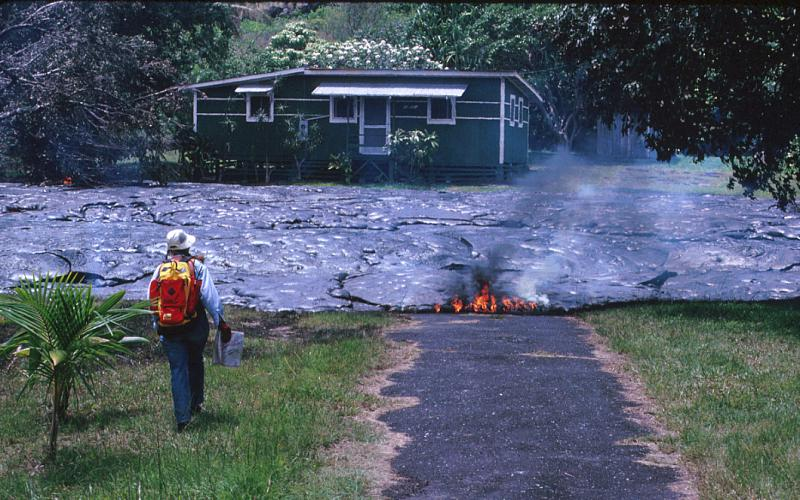
1990年夏威夷岛基拉韦厄火山喷发出大量熔岩，图为卡拉帕那的一处民宅正在被熔岩缓慢吞噬。

尽管熔岩流移动速度缓慢，但由于其所含能量巨大，因此可以推倒前进路线上的障碍物，并点燃其周围的物体造成火灾。
在火山爆发中因为熔岩流通常缓慢流动，这对于伤亡人数的影响也最小。然而，熔岩流可切断逃生道路。此外，如果熔岩流前行的太快将导致被困人员来不及撤离而导致伤亡，如1977年1月，尼拉贡戈火山火山喷发时岩浆湖边缘溃坝导致大量溢出，熔岩流最高速度达到每小时100千米，在近半小时内共造成约2000人死亡。

## 种类

### 绳状熔岩

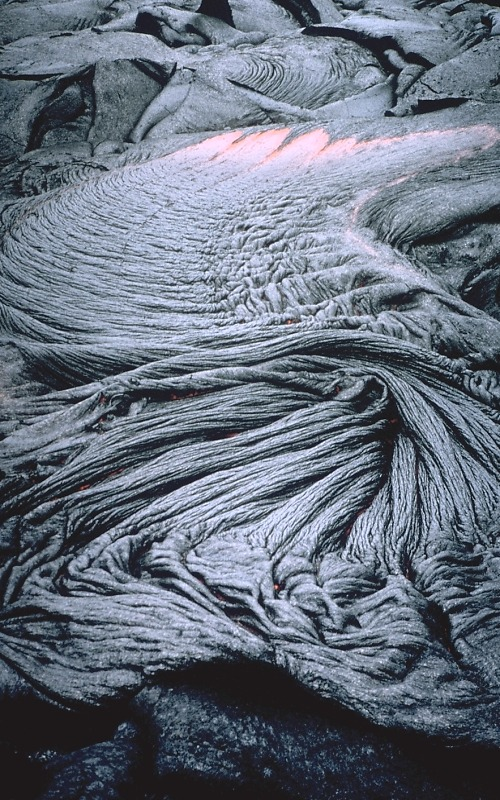
基拉韦厄火山喷出的绳状熔岩

绳状熔岩（Pahoehoe）是由流动性高的玄武岩熔岩外表冷却而内部仍处于熔融状态下卷动后形成的，冷却后外表呈现堆在一起的绳状，在夏威夷这种熔岩十分常见。 

### 渣块熔岩

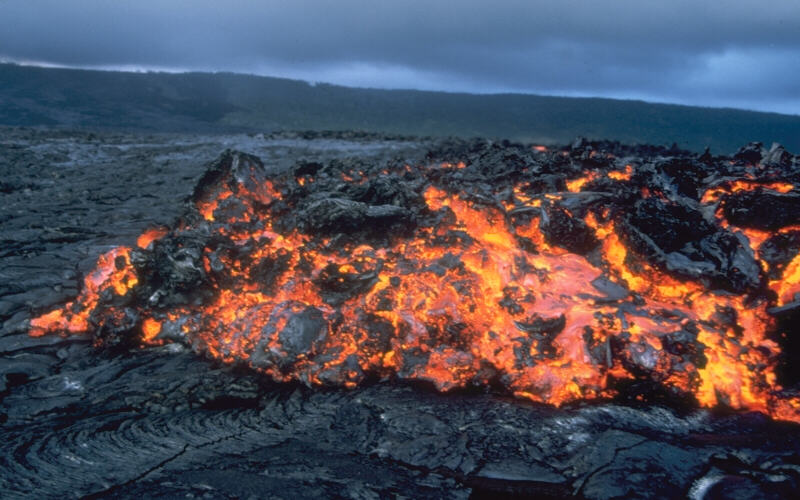
基拉韦厄火山喷出的渣块熔岩

渣块熔岩（aa-Lava），或称为阿阿熔岩，表面为一层岩石碎块覆盖的熔岩。这些碎块由熔岩流的外壳碎裂而成，冷却后外表粗糙不平,由含二氧化硅较多的熔岩组成。

### 枕狀熔岩

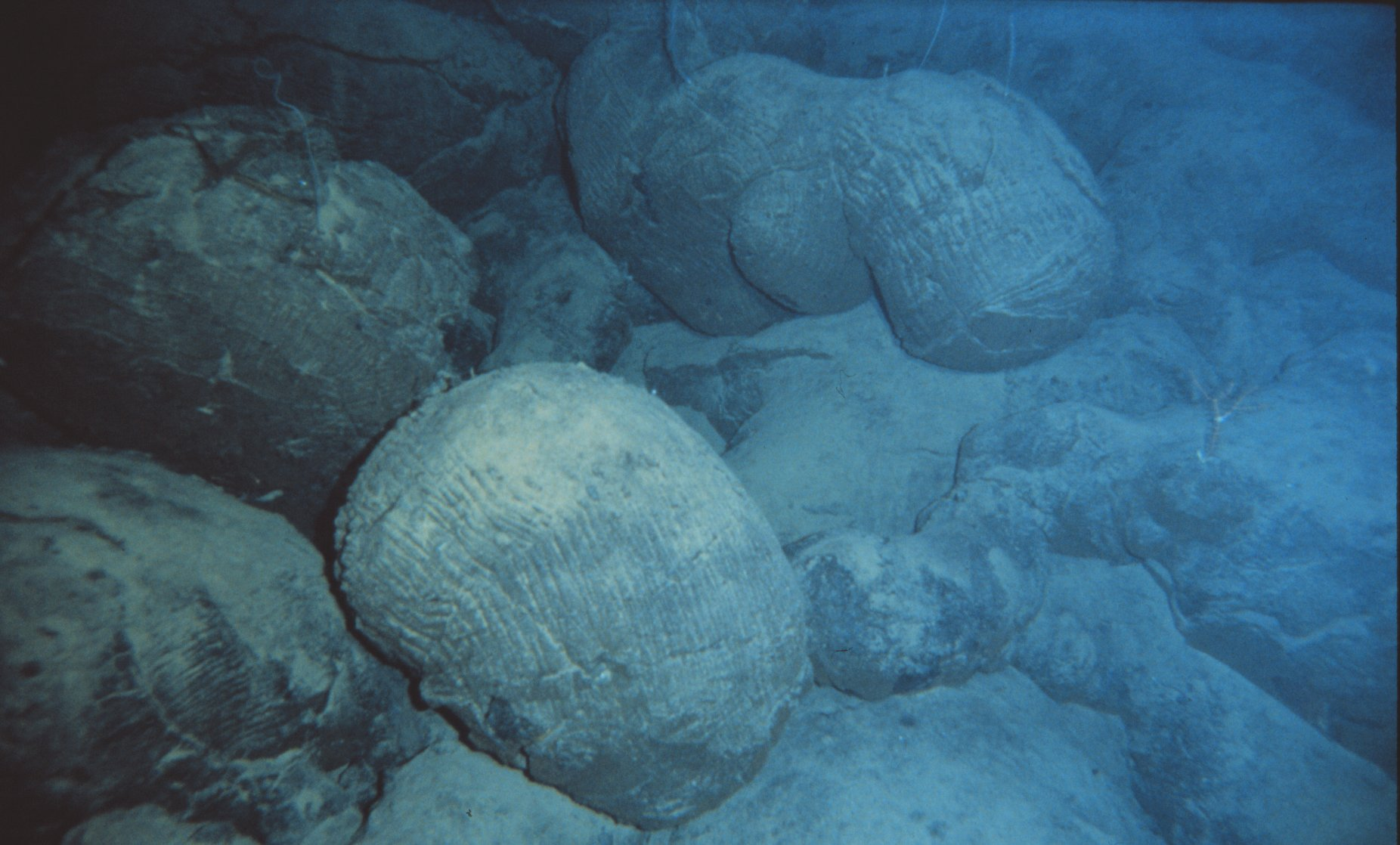
枕狀熔岩

枕狀熔岩（Pillow Lava），僅出現在深海底，岩漿從水下火山口流出時，它的表面被水快速冷卻，形成一種枕頭狀的外殼。其內部仍保持熔融狀態。當壓力增大時，外殼就會產生破裂，新的枕狀熔岩便會接連生成大片。
有時以上這些熔岩可以來自於同一個火山或同一個岩漿庫。

## 被熔岩损坏或摧毁的城市

### 部分损坏
- 卡塔尼亚，意大利西西里岛埃特纳火山，1669年。
- 戈马， 刚果民主共和国尼拉贡戈火山，2002年。
- 赫马岛，冰岛埃尔德菲尔火山，1973年。
- 查达斯卡尔德拉斯（英语：Chã das Caldeiras），佛得角福戈火山，2014-2015年。
- 洛斯利亚诺斯-德阿里达内、埃尔帕索，西班牙加纳利群岛老昆布雷火山，2021年。
- 格林达维克，冰岛埃尔德沃尔普–斯瓦特森吉火山带（英语：Eldvörp–Svartsengi），2024年。

### 近乎完全摧毁导致无法居住而废弃
- 帕里库廷村、墨西哥帕里库廷火山 ，1943~1952年。
- 卡拉帕纳，夏威夷基拉韦厄火山，1986~1987年。
- 卡波霍（英语：Kapoho, Hawaii），夏威夷基拉韦厄火山，2018年。